# Metilcel·lulosa
La metilcel·lulosa és un polímer derivat de la cel·lulosa. És hidròfila i es dissol en aigua freda per a formar un gel. Els seus usos principals són com a emulsionant i com a espessidor, tant en cosmètica com en alimentació. No és tòxica ni produeix al·lèrgies, i no es pot digerir. Com a additiu alimentari, rep el codi E461. Altres usos inclouen la utilització com a lubricant, com a tractament contra el restrenyiment, com a ingredient en col·liris, en la fabricació de pegues i coles com la d'empaperar, etc.